# 旭工精
旭工精株式会社（あさひこうせいかぶしきがいしゃ）は、大阪府東大阪市柏田西にあるダイカストや精密金型を製造する加工会社。

## 業績
- VTR の精密シリンダーを、自社開発の真空・スクイズダイカスト技術で世界で初めて鍛造からアルミダイカストに置き換える事に成功。世界シェアの80%を占める同社の基幹製品となった[1]。
- 真空成型スクイズ加圧技術を、高効率量産技術として開発。多くの自動車メーカーにエンジン部品を含めた重要保安部品を供給するとともに、エコ・環境対策として電気自動車用エアコンのコンプレッサーを国内・海外全ての自動車メーカーに供給している[1]。

## 沿革
- 1946年 - 家庭用ミシンクランクロット製造を主として、創業
- 1949年 - 個人商店「朝日金属」として発足[1]
- 1972年 - ダイカスト成型機7台導入（薄肉・精密ダイカスト部品の生産開始）
- 1982年 - 茨城水戸営業所設立
- 1994年 - 東大阪優良企業賞受賞[1]
- 1995年 - ASAHI KOSEI(M) SDN.BHD.(ﾏﾚｰｼｱ)稼動
- 1998年 - ASAHI KOSEI(M) SDN.BHD.(ﾏﾚｰｼｱ)　ISO9001(品質マネジメントシステム)取得
- 2000年 - ISO9001(品質マネジメントシステム)取得
- 2001年 - 名古屋営業所設立
- 2002年 - ASAHI KOSEI(M) SDN.BHD.(ﾏﾚｰｼｱ)中国上海営業所設立
- 2004年8月 - ISO14001(環境マネジメントシステム)取得
- 2005年9月 - ASAHI KOSEI(M) SDN.BHD.(ﾏﾚｰｼｱ)　TS16949(自動車産業品質マネジメントシステム)取得
- 2006年3月 - ダイカスト工場・倉庫（600坪）増設　（計2000坪）
- 2007年3月 - ASAHI KOSEI(M) SDN.BHD.(ﾏﾚｰｼｱ)　ISO14001(環境マネジメントシステム)：2004年版取得
- 2007年5月 - 350t超高速ダイカストマシン導入。工場19台稼動　関連会社40台保有　　加工工場　M/C×12台導入・工場129台保有
- 2009年8月 - 特許第4358819号【成形型の動作不良検出装置】取得
- 20012年7月 - ASAHI KOSEI(M) SDN.BHD.(ﾏﾚｰｼｱ)第2工場3000坪増設（計20000坪）
- 2013年3月 - 太陽光発電設備設置
- 2015年1月 - ASAHI KOSEI(M) SDN.BHD.(ﾏﾚｰｼｱ) アルマイト工場稼働
- 2015年3月 - 東大阪モノづくり大賞・金賞　受賞[1]
- 2017年5月 - 特許第61446643号【摺動ピン冷却装置】取得
- 2018年4月 - 西辻 豪人 代表取締役社長就任
- 2018年12月 - ASAHI KOSEI(M) SDN.BHD.(ﾏﾚｰｼｱ)　IATF16949(国際自動車産業品質マネジメントシステム)取得
- 2020年12月 - 特許第6792292号(局部加圧装置及び局部加圧装置を備えた油圧式変形矯正装置)取得
- 2020年12月 - 隣地（300坪）増設　（計2300坪）
- 2022年8月 - 鋳造プロセスシミュレーションソフト MAGMASOFT導入
- 2023年1月 - 350t高生産・低環境負荷型ダイカストマシン2台導入
- 2024年2月 - カーボンニュートラル対応(オイルフリーインバーターブロアーユニット設置)

（出典）